# Кои херпесвирусна инфекция по шарана
Ко̀и херпесвирусна инфекция по шарана (Koi herpes virus или KHV) е заболяване по шарана и неговите декоративни разновидности.
То е силно контагиозно и може да причини до 100% смъртност. Причинителят е ДНК вирус, принадлежащ към семейство Alloherpesviridae. Болестта при шарановите риби е регистрирана за първи път през май 1998 г. в Израел при декоративния японски подвид брокатен шаран известен и с японското си име „кòи“, а в Северна Америка е регистрирано за пръв път през 1999 г. в САЩ. Кòи херпесвирусната инфекция води до загуби в рибовъдните стопанства. Разпространена е по целия свят с изключение на Австралия. Рибите умират в рамките на 24 - 48 часа от заразяването. Кòи вирусната инфекция е в списъка на ЕС за екзотични заболявания и се следи от Европейската референтна лаборатория за болести по рибите. Няма данни, че това заболяване е опасно за човешкото здраве.

## Етиология
Заболяването се причинява от вирус Third Cyprinid Herpesvirus (CyHV-3), представител на семейство Alloherpesviridae. Вирусът не е устойчив във външна среда. Във вода оцелява само няколко часа. Изграден е от двуверижна ДНК и капсомер с икосаедрална форма.

## Епизоотологични особености
Херпесвирусът се отделя от болните риби посредством изпражненията или урината, както и през хрилете и кожата. Вирусът има способността да се съхранява в организма на рибите дълго време, без да води до проява на клинични признаци на заболяването. Вирулентността му се засилва при стрес, а заболяването избухва огнищно като се проявява в отделно стопанство или воден басейн.
Заболяването се предава посредством директен контакт между здрави и заразени риби. Възможно е предаване, чрез контаминирана водна среда или при използване на инвентар и полови продукти от заразени животни. Вирусът прониква в организма през хрилете и по-рядко през храносмилателната система. Възприемчиви са риби от различни възрасти, но най-чувствителни са младите шарани. Въпреки че вирусът е доказан и при други родствени на шарана риби като златна рибка и бял амур, то тези видове не боледуват. В тези случаи невъзприемчивите видове носители на вируса могат да играят роля на вектор на заболяването. Доказано е, че сред малкото преболедували шарани вирусът остава в организма и тези риби са вирусоносители до края на живота си.

## Клинични признаци
Инфекцията се проявява при температура на водата от 15 до 28 °C. В този температурен диапазон се наблюдава и най-висока смъртност. Температурата на водата обикновено определя и инкубационният период, но никога не са наблюдавани случаи на заболяване сред риби при температура на водата над 30 °C. Заразените риби са летаргични, отделят се от стадото и предпочитат местата с по-високо съдържание на кислород. Обикновено това са повърхностните части на водоемите. Показват промяна в общото държание и загуба на равновесие, а слузта, която покрива тялото им изсъхва. Плуват хаотично напосоки. Хрилете на болните животни избледняват и по тях се появяват бели и червени петна. Често се образуват и налепи от некрози и мъртви тъкани. Често това са основните и единствени признаци на заболяването. По кожата на рибите им се появяват грапави петна или мехури, а очните ябълки хлътват.
Доста често инфекцията е съпроводена с развитието на вторични бактериални и гъбични инфекции или шарановите риби биват нападнати от паразити. При някои от случаите вторичните инфекции сериозно могат да замъглят първичната клинична проява.

## Диагноза
Лабораторните методи за доказване на болестта са ELISA и PCR. За лабораторен анализ се изпраща цяла риба, бъбрек, далак, мозък, сърце и хайвер.
Патологоанатомично се наблюдават сраствания в коремната кухина, а по вътрешните органи се наблюдават различни по големина петна.

## Диференциална диагноза
За отдиференциране на кòи херпесвирусната инфекция е нужно да се вземат други заболявания по рибите, които протичат със сходни признаци. Такива са:
- Пролетна виремия по шарана. Това заболяване се причинява от вирус от семейство Rhabdoviridae. Боледуват основно млади риби до една година. Възприемчиви видове са шаран, каракуда, сом, толстолоб, бял амур, лин и други. Характеризира се с уголемяване на корема, възпаление и оток на ануса, точковидни кръвоизливи по кожата, хрилете и очите, тялото често потъмнява, а хрилете избледняват.[8]
- Шарка по шарана. Подобно на херпесвирусната инфекция причинител на шарката по шарана отново е Херпесвирус. Заболяването обаче има хроничен характер и не е основна причина за смъртност при рибата. Проявява се с ограничени, различно големи червени петна по кожата. Почти не се наблюдава промяна в поведението на болните риби с изключение на случаите, когато лезиите се развиват по хрилете или устата.[9]

И двете заболявания се развиват при температура на водата под 20 °C, докато кои херпесвирусната инфекция се развива в затоплени водоеми.

## Лечение
Липсва подходящо лечение на заболяването. Не се препоръчва рибата да се отглежда в топли водоеми с температура на водата над 30 °C, защото това ще провокира развитието на други специфични заболявания.

## Профилактика
Препоръчително е заразените водоеми да бъдат източени, почистени и дезинфекцирани. За дезинфекция на водата могат да се използват хлорни и четвъртични амониеви съединения.
При получаване на риба от други стопанства е нужно да се знае здравословното състояние и произхода ѝ. При необходимост е нужно рибата да бъде изследване преди това лабораторно. Необходимо е преди зареждане да се извършва карантиниране на зарибителния материал.